# Daniel Hermida Ortega
Daniel Hermida Ortega (* 28. August 1863 in Cuenca, Ecuador; † 30. September 1956) war Bischof von Cuenca.

## Leben
Daniel Hermida Ortega empfing am 4. Juni 1895 die Priesterweihe.
Papst Benedikt XV. ernannte ihn am 10. März 1918 zum Bischof von Cuenca. Die Bischofsweihe spendete ihm am 9. November 1919 Alberto Maria Ordóñez Crespo, Bischof von Ibarra. Daniel Hermida Ortega starb 1956 im Alter von 93 Jahren und wurde in der Kathedrale von Cuenca beigesetzt.